# Vivere senza permesso
Vivere senza permesso (Vivir sin permiso) è una serie televisiva spagnola creata e prodotta da Aitor Gabilondo per Mediaset España. La serie è basata sul racconto del passato e presente del traffico di droga in Galizia dello scrittore Manuel Rivas. Viene trasmessa dal 24 settembre 2018 su Telecinco. Il primo episodio è stato trasmesso in simultanea in cinque canali del gruppo Mediaset España: Telecinco, Factoría de Ficción, Energy, Divinity e Be Mad. Di questa serie è stata realizzata una versione italiana nel 2023, Il patriarca.
Subito dopo la fine delle riprese della prima stagione e senza averla trasmessa, Mediaset España ha rinnovato la serie per una seconda.
In Italia, la prima stagione è stata pubblicata l'8 febbraio 2019 su Netflix. La seconda stagione è stata distribuita in anteprima da Netflix il 31 gennaio 2020, quando solo tre episodi della stagione erano stati trasmessi su Telecinco.

## Trama
Nemo Bandeira è un commerciante che si è arricchito in passato di attività illegali, ma è riuscito a fare carriera fino a diventare uno degli uomini d'affari tra i più influenti in Galizia, attraverso un'importante azienda conserviera che appartiene alla famiglia di sua moglie, Asunción "Chon" Moliner. Quando a Nemo viene diagnosticato la malattia di Alzheimer, cerca di nascondere la sua malattia in modo da non essere vulnerabile, mentre sceglie il suo successore. I suoi due figli legittimi che non hanno mai avuto alcun interesse negli affari, Nina e Carlos, improvvisamente cercano di dimostrare che ognuno è il candidato più adatto. Il suo figlioccio, il brillante e implacabile avvocato Mario Mendoza, è oggettivamente il più preparato, anche se gli manca qualcosa di vitale: avere lo stesso sangue del suo padrino. Sapendo che Nemo non lo vede come l'erede dell'impero, inizierà il suo piano senza abbandonare il suo affascinante sorriso, che lo renderà il più pericoloso e spietato dei suoi nemici.

## Episodi
| Stagione         | Episodi | Prima TV Spagna | Pubblicazione Italia |
| ---------------- | ------- | --------------- | -------------------- |
| Prima stagione   | 13      | 2018            | 2019                 |
| Seconda stagione | 10      | 2020            | 2020                 |

## Luoghi delle riprese
La serie è stata girata interamente in Galizia e sulla sua costa. Il Palazzo Toxeiriña a Moraña, i siti storici di O Salnés, A Illa de Arousa e Vilagarcía de Arousa, il porto di Vigo, Santiago di Compostela e il porto di Ribeira sono stati i luoghi in cui si sono svolte le riprese.